# Gaasperdam
Gaasperdam è un quartiere nello stadsdeel di Amsterdam-Zuidoost, nella città di Amsterdam.
Il quartiere è situato a nord del fiume Gein. Nel 1966 furono aggiunte molte nuove zone al quartiere, che formarono insieme il quartiere odierno.